# Ainringer Moos

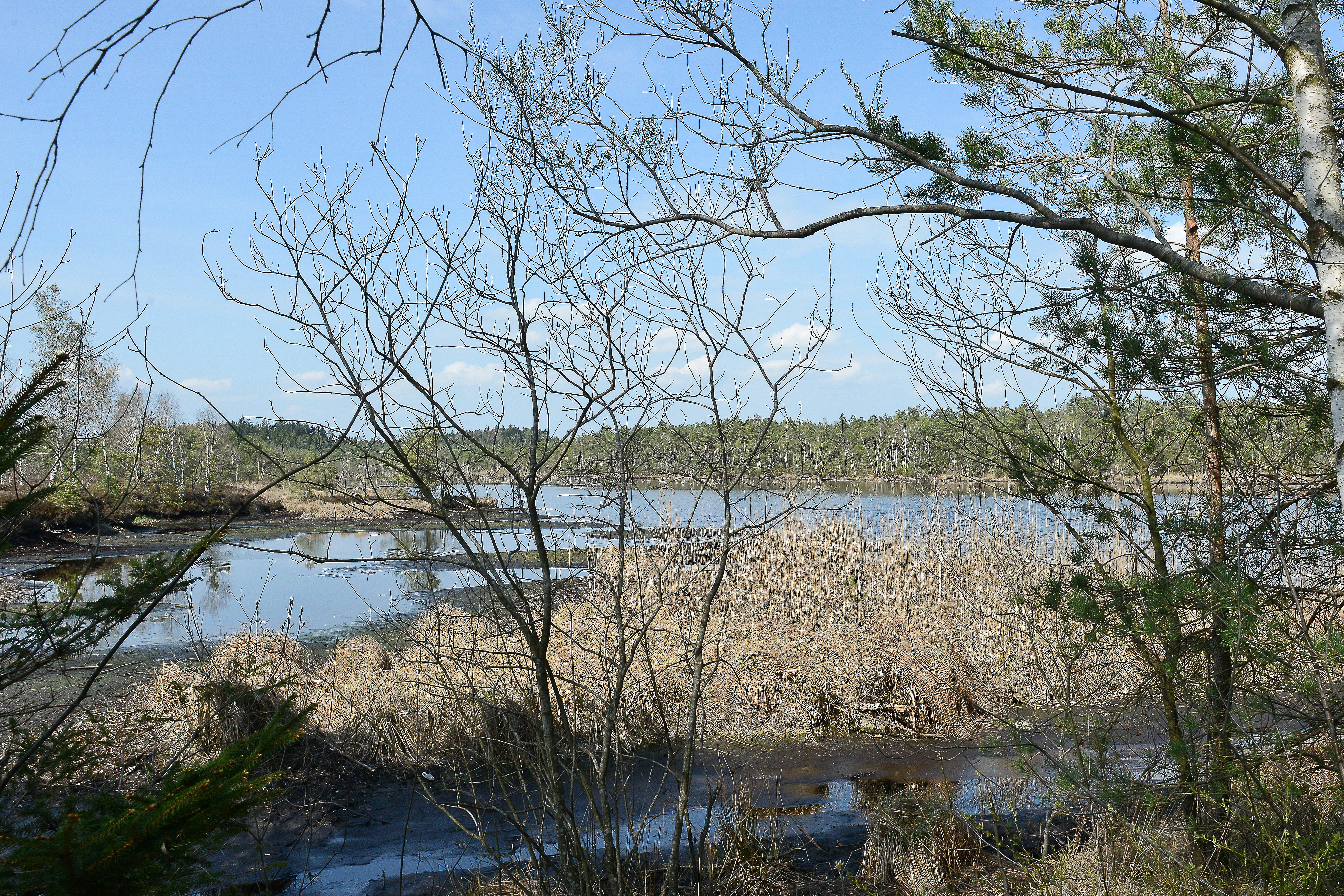
See im Ainringer Moos

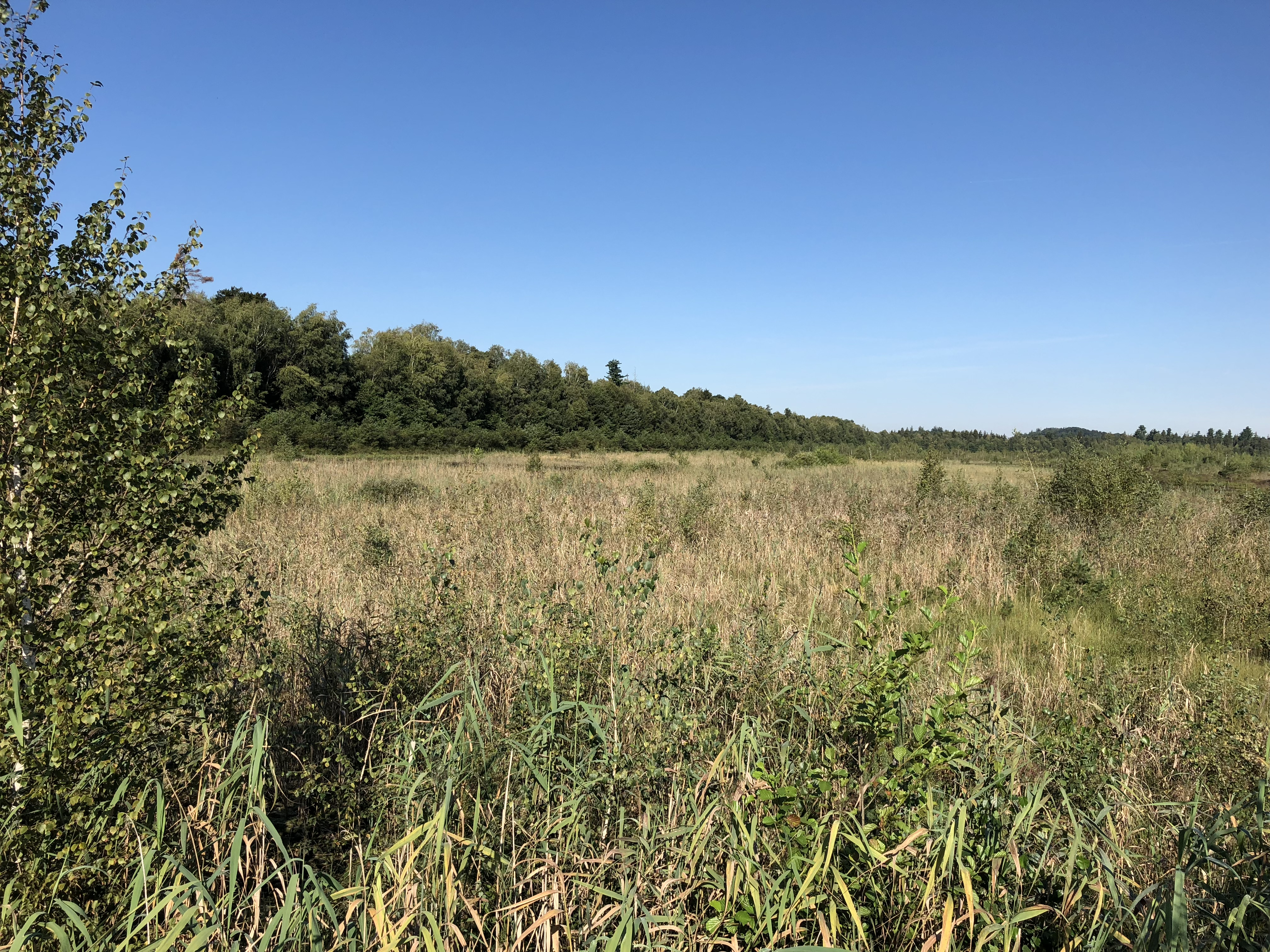
Verbuschte Zone auf der Nordseite

Das Ainringer Moos ist ein Moorgebiet westlich von Ainring im Landkreis Berchtesgadener Land mit einer Fläche von 250 Hektar. Es bildet zusammen mit dem nördlich gelegenen Peracher Moos das Landschaftsschutzgebiet Ainringer und Peracher Moos. Im 20. Jahrhundert wurde das Gebiet umfangreich abgetorft und ist seit 2003 in der Renaturierung.

## Entstehung
Seinen naturgeschichtlichen Ursprung hat das Ainringer Moos in der Würmeiszeit vor rund 12.000 Jahren. In einer durch das Gletschereis entstandenen Senke am Nordrand des Högls bildete sich ein Versumpfungsmoor, im Norden im Übergang zu einem Hochmoor. Die Torfschicht erreichte eine Mächtigkeit von bis zu neun Metern.
Aus der Bronzezeit und der Urnenfelderzeit stammen Besiedlungsspuren wie Mooropferplatz und Bohlenweg, weshalb Teile des Gebiets unter Bodendenkmalschutz stehen.

## Abtorfung

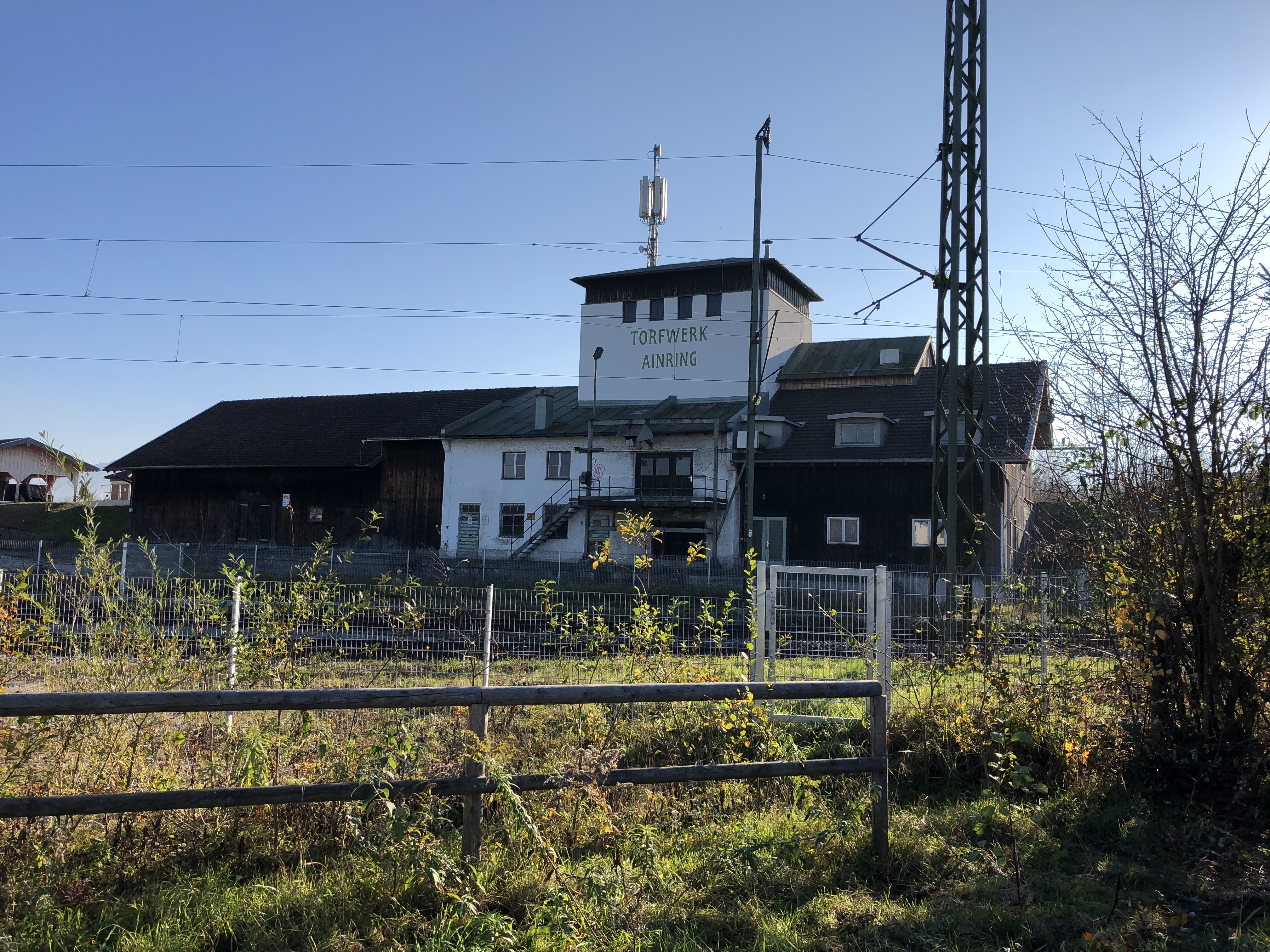
Gebäude des Verladebahnhofs

Der Torfabbau begann Anfang des 19. Jahrhunderts. Torfstechende Bauern lieferten Brenntorf an die Saline in Bad Reichenhall, die Kalkbrennerei Ebner in Rott und an die Hufeisenfabrik in Hammerau.
In der Wirtschaftskrise nach dem Ersten Weltkrieg wurden die Bayerischen Landestorfwerke zur Brennstoffgewinnung gegründet. Nach einer Entwässerung wurde der Randbereich land- und forstwirtschaftlich, etwa als Fichtenschonung, genutzt. Im Kernbereich fand eine großflächige Rodung statt und der Frästorfabbau arbeitete sich von der nördlich verlaufenden Bahnstrecke Rosenheim–Salzburg nach Süden vor. Das Bahnnetz des Torfwerks Mühlreit wurde als Schmalspurbahn mit einer Spurbreite von 600 mm auf bis zu 13 Kilometer ausgebaut und mit sechs Lokomotiven betrieben. Ab 1968 gehörte das Werk über die Alpentorfwerke Rosenheim zur BHS-Bayerische Berg-, Hütten- und Salzwerke, später unter den Namen BHS-Humus und Euflor, und lieferte in den Gartenbereich. Bis zu 100 Arbeiter waren auf dem 90 Hektar großen Abbaugebiet beschäftigt.
Die Entwässerung erfolgt(e) im Westen über Schwarzgraben und Kleine Sur zur Sur, im Osten über Sonnwies- und Mittergraben ebenfalls zur Sur.

## Renaturierung und Tourismus

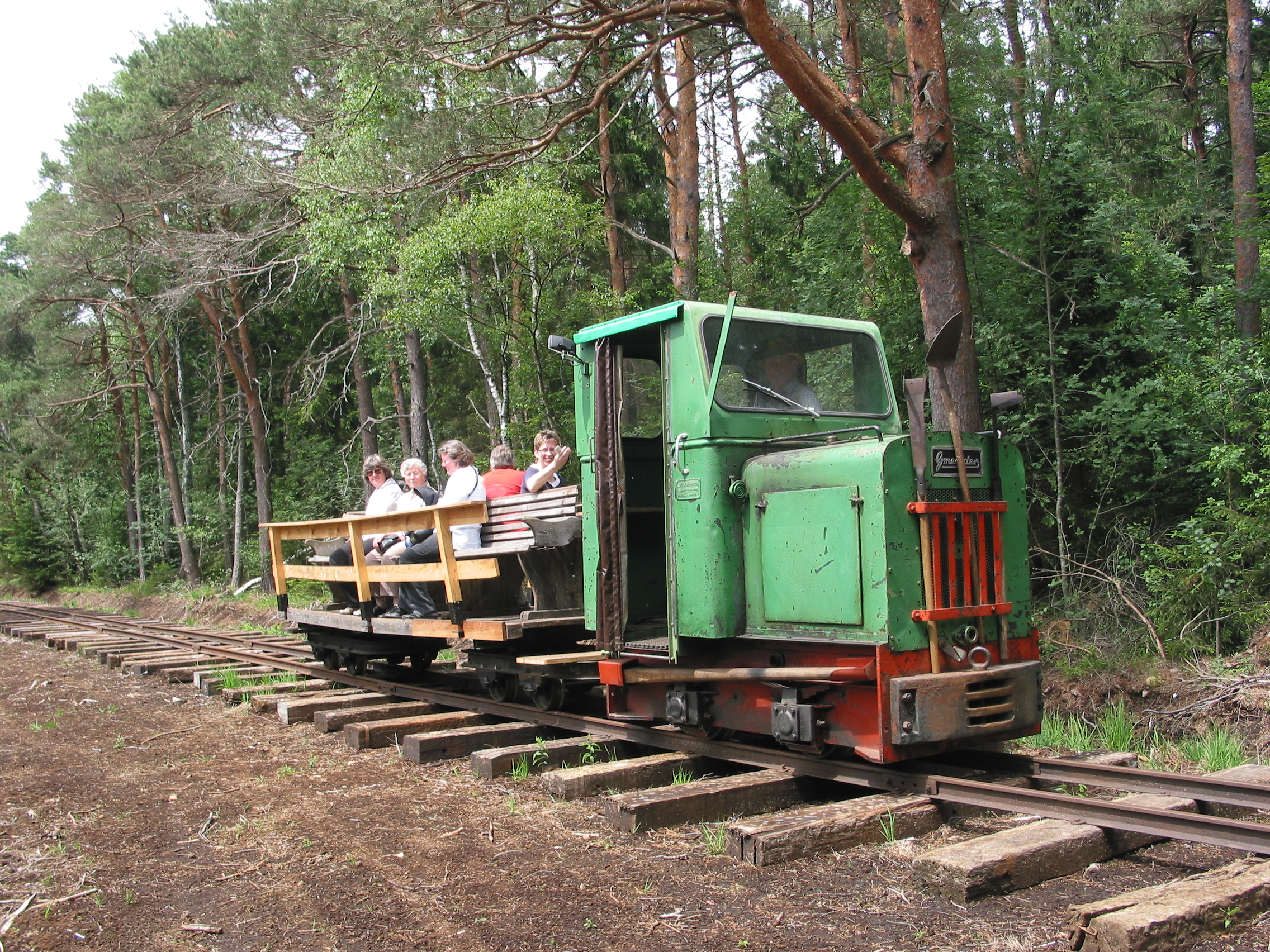
Torfbahn Ainring

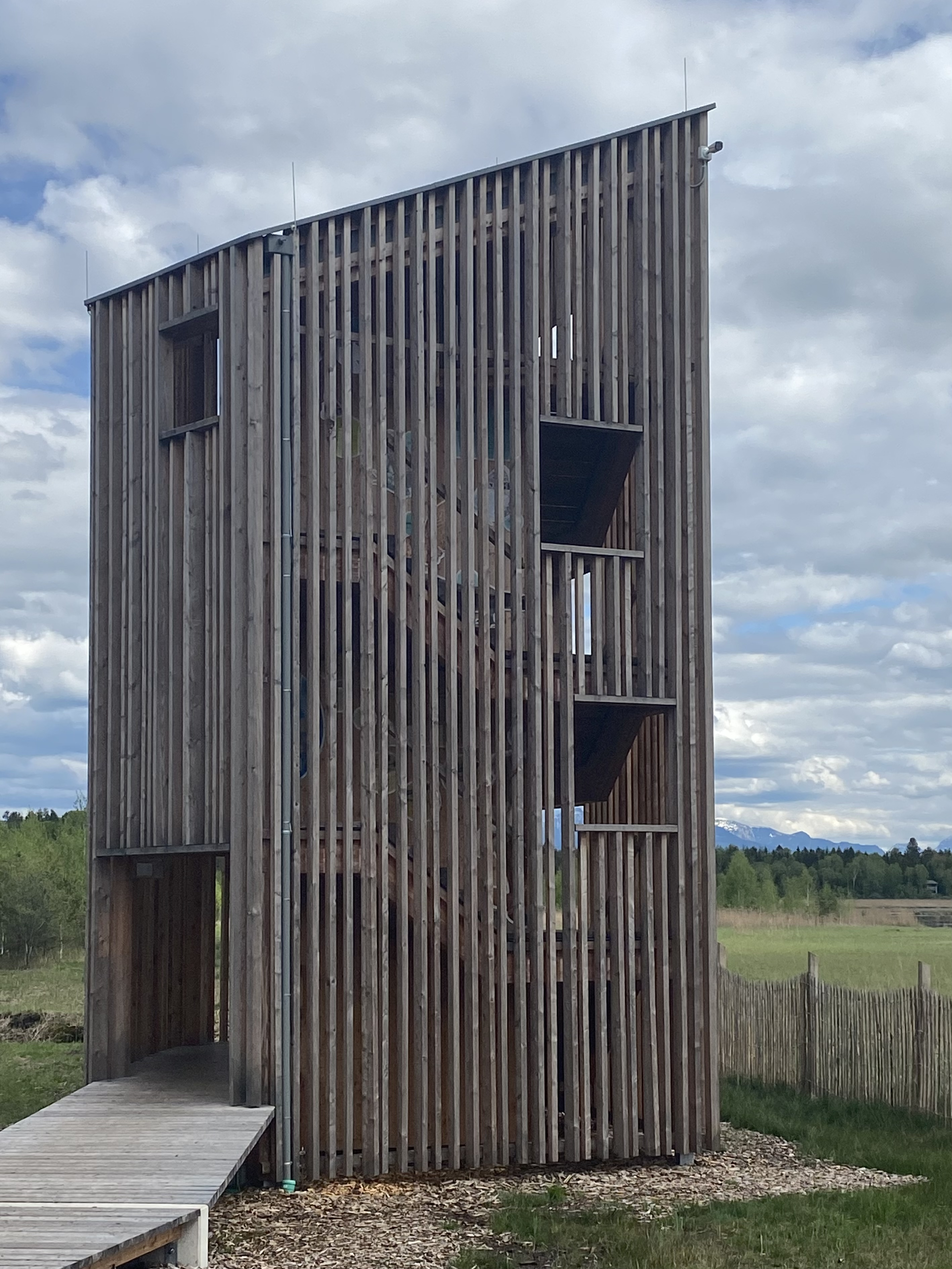
Moosobservatorium

Nach der industriellen Nutzung wurde die in den 1990er Jahren begonnene Renaturierung 2003 auf den ganzen Abbaubereich ausgedehnt, dieser wurde durch Schließung der Entwässerungsgräben wieder vernässt, es bildeten sich Schilfzonen und verbuschte Bereiche mit Birken. Das Bahnnetz wurde hier zurückgebaut. 2013 wurde nach Verlegung der Bundesstraße 304 eine neue Bahntrasse am Rande des Tagebaus errichtet, auf der Besucherfahrten veranstaltet werden. Beim Verladebahnhof Niederstraß wird ein kleines Museum betrieben. Auf der Ostseite des mit Grundwasser zu einer Seenlandschaft gefluteten Abbaus wurde ein 2,5 Kilometer langer Moorerlebnispfad mit einem Aussichtsturm angelegt. Ein weiterer Weg führt von den Gleisanlagen zum 2020 gebauten Aussichtsturm Moosobservatorium mit dem nahen Moortretbecken und Schautorfstich um den Tagebau herum.
Es haben sich eine Vielzahl von Vögeln und anderen Tieren angesiedelt. In einer Untersuchung waren von 152 nachgewiesenen Arten 40 Vertreter der Roten Listen.